# Batalha de Bosso (2016)
A segunda batalha de Bosso ocorreu no Níger em 3 e 5 de junho de 2016.

## Prelúdio
Em 3 de junho de 2016, a cidade nigerina de Bosso, localizada perto da fronteira com a Nigéria, foi alvo de um primeiro ataque do Boko Haram, na época sob o nome de Estado Islâmico na África Ocidental. Esta tentativa foi repelida, segundo o exército nigerino, mas os jihadistas deixam uma dezena de mortos e levam várias dezenas de feridos, enquanto as forças nigerinas deploram apenas três feridos leves.

## Desenrolar

### Ataque inicial
Em 3 de junho de 2016, às 18h50, Bosso foi submetido a um novo ataque lançado por várias centenas de combatentes do Estado Islâmico a partir das cidades nigerianas de Damasak e Malam Fatori. Sobrepujados, os militares nigerinos abandonaram a cidade após algumas horas de combates. Trinta veículos do exército são destruídos ou roubados e a cidade é saqueada.

### Prosseguimento dos combates
Na manhã seguinte, as forças nigerinas e nigerianas contra-atacaram e recapturaram Bosso. Em seguida, na noite de 5 de junho, os jihadistas regressaram a Bosso e novos combates eclodiram. Segundo Elhadj Bako Mamadou, prefeito de Bosso, a cidade foi tomada pelo Boko Haram e os militares recuaram para Diffa, o que o governo do Níger refutou afirmando ainda controlar a cidade. O prefeito de Bosso foi, aliás, interpelado e o Conselho de Ministros nega a perda da cidade e denuncia "um rumor habilmente destilado por pessoas que parecem ser aliadas objetivas do Boko Haram". Mas de acordo com a AFP, depoimentos de residentes e jornalistas locais confirmaram em 7 de junho que o exército nigerino não controlava mais Bosso. Para o governo do Níger, o sobrevoo de helicópteros impedem que os jihadistas se mantenham. A AFP foi a Bosso em 18 de junho e confirmou que o exército nigerino estava presente à época, porém a cidade permanecia deserta por quase toda a sua população civil.

### Fuga de civis
Bosso é habitado por 6.000 habitantes e 20.000 refugiados, sem contar os habitantes das aldeias vizinhas. O ataque provoca a fuga de cerca de 50.000 civis, segundo o Alto Comissariado das Nações Unidas para os Refugiados, assim, a cidade foi abandonada por toda a sua população. Alguns habitantes fogem em direção a Toumour, 30 quilômetros a oeste, outros para Kabelawa ao norte, e outros, por fim, fogem para Diffa.

### Chegada dos chadianos

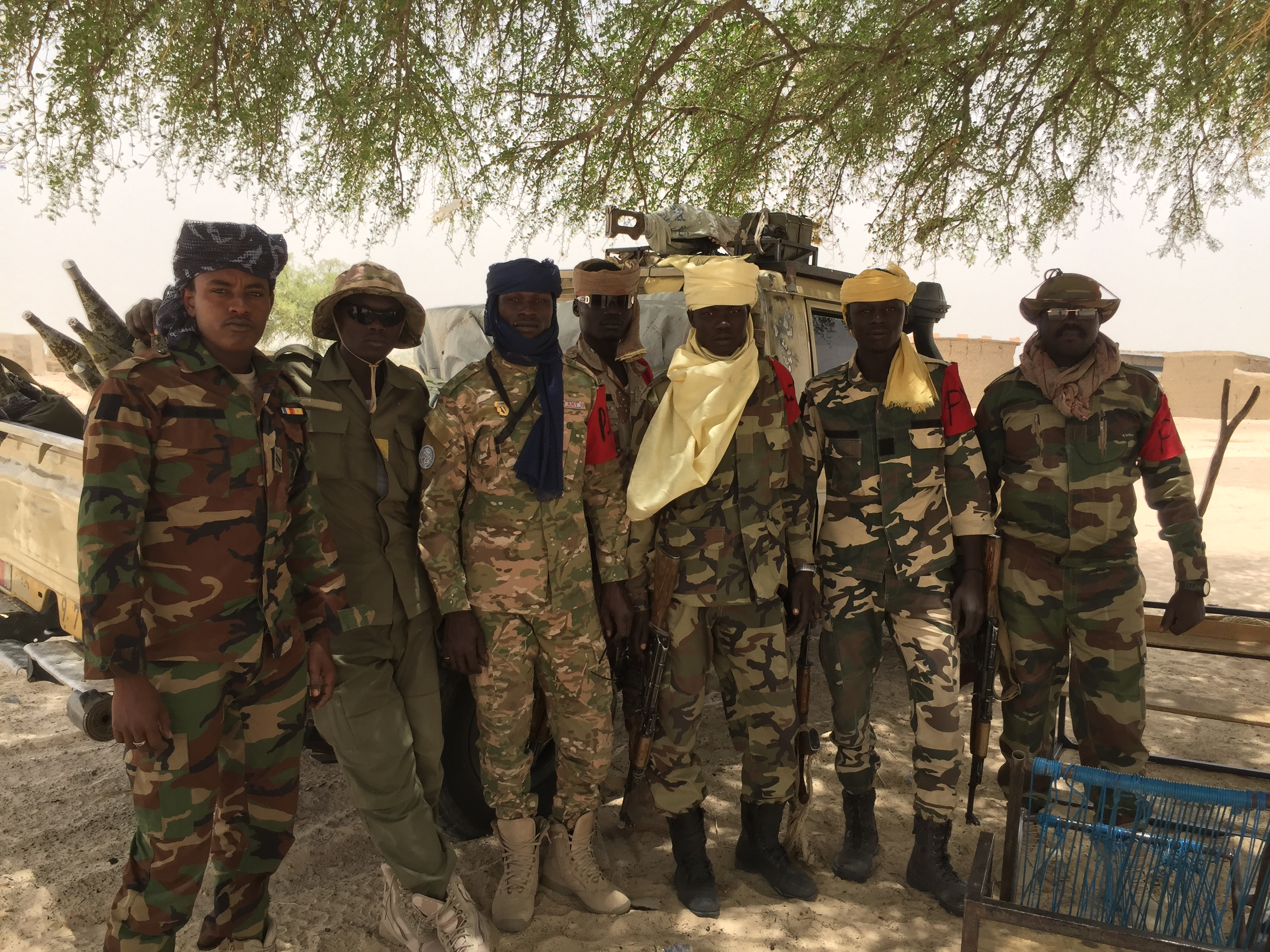
Soldados chadianos em Bosso em 2017.

Em 7 de junho, o presidente nigerino Mahamadou Issoufou foi a Ndjamena para pedir auxilio ao Chade. No mesmo dia, 2.000 soldados chadianos entraram no Níger.

## Baixas
De acordo com um comunicado divulgado na manhã de 4 de junho pelo Ministério da Defesa do Níger, 32 soldados foram mortos no ataque, incluindo trinta nigerinos e dois nigerianos, e 67 feridos. Do lado dos jihadistas, foi indicado que “vários mortos e feridos foram levados”, mas sem dar mais detalhes. O Estado Islâmico reivindicou a responsabilidade pelo ataque e afirmou ter matado 35 militares.
Segundo o Le Monde, 30 a 36 soldados foram enterrados na noite de 5 de junho em Diffa, de acordo com depoimentos de moradores. No entanto, em 7 de junho, o governo do Níger revisou seu número de mortos para baixo e anunciou que as perdas foram de 26 soldados mortos, incluindo 24 nigerinos e dois nigerianos, e 112 feridos, incluindo 111 militares, enquanto os jihadistas tiveram 55 mortos. Para o exército nigeriano, este foi mais pesado número de baixas desde a Batalha de Karamga em 25 de abril de 2015.
O exército nigerino também deplora a perda de um veículo blindado do tipo 92A, destruído por soldados nigerinos, 6 outros veículos armados, dois canhões de 122 mm, uma centena de armas ligeiras e um milhão de munições.